# Dr. Feelgood (album)
| Recensione | Giudizio |
| ---------- | -------- |
| AllMusic   |          |

Dr. Feelgood è il quinto album in studio del gruppo musicale statunitense Mötley Crüe, pubblicato il 1º settembre 1989 dalla Elektra Records.
È il primo e unico album della band a raggiungere la vetta della Billboard 200. Negli Stati Uniti è stato certificato sei volte disco di platino per le vendite di oltre sei milioni di copie.

## Il disco
Per questo disco la band decise di rompere la collaborazione con Tom Werman in favore del produttore canadese Bob Rock, noto in precedenza per aver lavorato con Kingdom Come e The Cult. L'album rappresenta un ritorno alle origini, le nuove canzoni sono infatti più hard rock che pop metal, in linea con il precedente Girls, Girls, Girls. Tra gli ospiti del disco figurano Steven Tyler degli Aerosmith, Robin Zander e Rick Nielsen dei Cheap Trick, Bryan Adams, Skid Row e Jack Blades dei Night Ranger. Impressionati dalla produzione di Dr. Feelgood, i Metallica decideranno di lavorare con Bob Rock per il loro omonimo album del 1991.
Fu il maggiore successo commerciale del gruppo e raggiunse il primo posto della Billboard 200. I singoli Dr. Feelgood e Without You si piazzarono nella top 10 della Billboard Hot 100, Don't Go Away Mad (Just Go Away) nella top 20, e Kickstart My Heart nella top 30. Dr. Feelgood e Kickstart My Heart vennero nominate per il Grammy Award alla miglior interpretazione hard rock rispettivamente nel 1990 e 1991, perdendo ambedue le volte contro i Living Colour. In varie interviste, i membri dei Mötley Crüe lo hanno definito il loro album migliore, in parte grazie alla riabilitazione e ritrovata sobrietà di quel periodo.

## Tracce
1. T.n.T. (Terror 'n Tinseltown) – 0:42 (Nikki Sixx)
2. Dr. Feelgood – 4:50 (Sixx, Mick Mars)
3. Slice of Your Pie – 4:32 (Sixx, Mars)
4. Rattlesnake Shake – 3:40 (Sixx, Mars, Vince Neil, Tommy Lee)
5. Kickstart My Heart – 4:48 (Sixx)
6. Without You – 4:29 (Sixx, Mars)
7. Same Ol' Situation (S.O.S.) – 4:12 (Sixx, Mars, Neil, Lee)
8. Sticky Sweet – 3:52 (Sixx, Mars)
9. She Goes Down – 4:37 (Sixx, Mars)
10. Don't Go Away Mad (Just Go Away) – 4:40 (Sixx, Mars)
11. Time for Change – 4:45 (Sixx, Donna McDaniel)

### Tracce bonus edizione rimasterizzata (2003)
1. Dr. Feelgood (demo) – 4:42 (Sixx, Mars)
2. Without You (demo) – 4:12 (Sixx, Mars)
3. Kickstart My Heart (demo) – 4:28 (Sixx)
4. Get It for Free – 4:14 (Sixx)
5. Time for Change (demo) – 4:09 (Sixx, McDaniel)

## Formazione

### Gruppo
- Vince Neil – voce, chitarra ritmica, armonica a bocca
- Mick Mars – chitarra solista, talk box
- Nikki Sixx – basso, organo Hammond (traccia 11)
- Tommy Lee – batteria, percussioni

### Altri musicisti
- Bob Rock – basso (traccia 11), cori (tracce 2, 4, 8, 9)
- John Webster – honky-tonk piano (traccia 4), tastiere
- Marguerita Horns – strumenti a fiato (traccia 4)
- Steven Tyler – intro (traccia 3), cori (traccia 8)
- Jack Blades – cori (tracce 7, 8)
- Bryan Adams – cori (traccia 8)
- Robin Zander – cori (traccia 9)
- Rick Nielsen – cori (traccia 9)
- Skid Row – cori (traccia 11)
- Bob Dowd – cori (traccia 11)
- Mike Amato – cori (traccia 11)
- Toby Francis – cori (traccia 11)
- Donna McDaniel – cori
- Emi Canyn – cori
- Marc LaFrance – cori
- David Steele – cori

### Produzione
- Bob Rock – produzione, ingegneria del suono, missaggio
- Randy Staub – ingegneria del suono, missaggio
- George Marino – mastering
- Bob Defrin – direzione artistica

## Classifiche
| Classifica (1989) | Posizione massima |
| ----------------- | ----------------- |
| Stati Uniti       | 1                 |